# 櫻井一孝
櫻井一孝（さくらい かずたか、1937年1月2日 - ）は、日本のテレビドラマ監督。1970年代～1980年代の刑事ドラマを多く手掛け、アクション劇に定評がある

## 出身地
- 群馬県桐生市

## 出身校
- 群馬県立桐生工業高等学校
- 日本大学芸術学部

## 略歴
- 1963年、日本放送協会に入社
- 1966年、フリー助監督・「一泊旅行」「右門捕物帖」など監督
- 1972年、「太陽にほえろ!」に助監督として参加
- 1977年、「太陽にほえろ!」で監督に昇格
- 1978年、「大追跡」（東宝）
- 1979年」「大都会PARTⅢ」（石原プロ）
- 1980年、「熱血刑事」（勝プロ）

- 1981年、「あいつと俺」（勝プロ）

## 主な作品
- おてんば天使
- 剣シリーズ
- 右門捕物帳
- 大都会 PARTIII
- 走れ!熱血刑事
- 大追跡